# Jalón (Alicante)
Xaló in valenciano e ufficialmente (Jalón in castigliano), è un comune spagnolo di 2 025 abitanti situato nella comunità autonoma Valenciana.